# 부여 송암리 고인돌군
부여 송암리 고인돌군은 대한민국 충청남도 부여군 남면에 있다. 2001년 1월 3일 부여군의 향토문화유산 제36호로 지정되었다.